# Archivo Histórico Provincial de Castellón
El Archivo Histórico Provincial de Castellón, es como su nombre indica un archivo que tiene su origen en el año 1968, cuando surge el deseo de custodiar los Protocolos Notariales del siglo XVIII, que en aquellas fechas todavía estaban en poder del Colegio Oficial de Notarios de Castellón, en la comarca de la Plana Alta.
Está catalogado, por declaración singular, con la categoría de archivo, como Bien de Interés Cultural, presentando número de anotación ministerial: R-I-AR-0000024, y fecha de anotación diez de noviembre de 1997.

## Descripción Histórica
El Archivo Histórico de Castellón consta de más de 10.000 legajos y 4.300 manuscritos, en un fondo que abarca documentos, en su parte antigua, entre los siglos XII y siglo XV.
Además los fondos del archivo se han visto constantemente incrementados, debido a las aportaciones documentales de diferentes servicios de la Administración Central, de la Administración de Justicia y hasta de la Administración Autónoma, el depósito documental no ha contado nunca con un edificio propio, sino que ha compartido instalaciones con la Biblioteca Pública de Castellón. Dentro de estas instalaciones compartidas, destaca la existencia de una sala destinada para uso de los investigadores, en la que se encuentra que se encuentra la Biblioteca Auxiliar del Archivo, situada en la planta baja del edificio de la Biblioteca Pública, sito en la calle Rafalafena, 29; mientras que los fondos documentales del archivo se encuentran ubicados en sótano del edificio mencionado.
Para poder acceder a la documentación, hay que seguir la normativa vigente, según lo indicado en el artículo 105b de la Constitución Española de 1978 y las leyes 16/1985, de 25 de junio, del Patrimonio Histórico Español y 3/2005, de 15 de junio, de la Generalidad, de Archivos. Por ello, los fondos pueden ser consultados simplemente con presentación previa del DNI, según Real Decreto 1266/2006, de 8 de noviembre, por el que se deroga el Real Decreto 1969/1999, de 23 de diciembre, que regulaba la expedición de la tarjeta nacional de investigador para la consulta en los archivos de titularidad estatal y en los adheridos al sistema archivístico español, en lo relativo a los archivos de titularidad estatal dependientes del Ministerio de Cultura.
También se pueden obtener copias de documentos, a excepción de los Protocolos Notariales.
En cuanto a su Biblioteca Auxiliar, esta es de libre acceso y en ella se pueden encontrar cerca de 1800 títulos, folletos y publicaciones periódicas; esta Biblioteca Auxiliar está incluida en el Catálogo Colectivo de la Xarxa de Lectura Pública Valenciana, el cual puede ser consultado a través de Internet.